# Antônio III de Gramont
Antônio III Agénor de Gramont, Duque de Gramont, conde de Guiche, conde de Gramont, conde de Louvigny, Senhor de Bidache, (1604, Castelo de Hagetmau – 12 de Julho de 1678, Baiona) foi um militar francês e diplomata. Marechal da França em 1641; Vice-rei de Navarra e Bearne, e Governador de Baiona.

## Biografia
Antônio de Gramont veio de uma antiga família nobre francesa dos Pireneus, descendente dos antigos reis de Navarra. Seu pai era Antônio II de Gramont e, sua mãe era Luísa de Roquelaure, filha do marechal Roquelaure (1543–1623).
Gramont foi um leal partidário de Richelieu. Diz-se que certa vez ele brindou Richelieu dizendo que o cardeal era, para ele, mais importante que o rei e toda a família real.
Gramont participou de muitas das batalhas da Guerra dos Trinta Anos, foi promovido a Marechal da França em 22 de setembro de 1641 e obteve o título de Duque em 1643 para si e seus herdeiros. Tornou-se ministro em 1653, embaixador no Reichstag em Frankfurt am Main, em 1657, e foi enviado para a Espanha em 1660 para pedir a mão da infanta Maria Teresa da Espanha em casamento, em nome de Luís XIV. Ele morreu em 1678.
Suas memórias (Mémoires du Maréchal de Gramont, Paris 1716) foram publicadas por seu filho Antônio Carlos IV de Gramont.

## Na literatura
Antônio III de Gramont é um dos personagens principais de Cyrano de Bergerac, de Edmond Rostand. O personagem também é mencionado como o pai do Conde de Guiche em Vinte Anos Depois e O Visconde de Bragelonne de Alexandre Dumas.

## Casamento e descendência

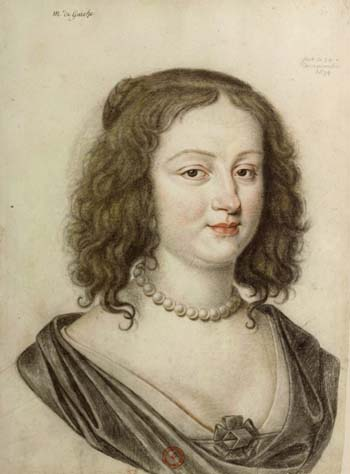
Retrato de Francisca Margarida du Plessis, por Daniel Dumonstier

Em 1634, Antônio de Gramont casou-se com Francisca Margarida du Plessis, sobrinha Cardeal de Richelieu. Tiveram quatro filhos: 
1. Armando de Gramont (1637 - 29 de novembro de 1673);
2. Catarina Carlota de Gramont (1639 - 4 de junho de 1678);
3. Antônio Carlos IV de Gramont (1641 - 25 de outubro de 1720);
4. Henriqueta Catarina de Gramont.

## Títulos
- Duque de Gramont
- Conde de Guiche
- Conde de Gramont
- Conde de Louvigny
- Senhor de Bidache